# Sphaerodactylus millepunctatus
El geco enano punteado (Sphaerodactylus millepunctatus) es una especie de lagarto que pertenece a la familia Sphaerodactylidae. Es nativo del sur de México, Belice, Guatemala, Honduras, Nicaragua, y Costa Rica. Su rango altitudinal oscila entre 0 y 1000 m s. n. m..